# أشيي لو جران
أشيي لو جران (بالفرنسية: Achiet-le-Grand) هي بلدية فرنسية تقع في إقليم باد كاليه من منطقة نور با دو كاليه في شمال فرنسا. تبلغ مساحة هذه المدينة 5.08 (كم²)، وترتفع عن سطح البحر 117 م، يبلغ عدد سكانها 1074 نسمة حسب إحصاء المعهد الوطني للإحصاء والدراسات الاقتصادية سنة 2009 م. وترأس Michel Ficheuz البلدية خلال فترة (2008-2014).